# درمان (ترانه لیدی گاگا)
«درمان» (به انگلیسی: The Cure) تک‌آهنگی از هنرمند اهل ایالات متحده آمریکا لیدی گاگا است که در ۱۶ آوریل ۲۰۱۷ منتشر شد.
این تک‌آهنگ در چارت‌های، اسکاتلند، اسپانیا جزو ده ترانه اول قرار گرفت.